# Ангасяківська сільська рада
Ангася́ківська сільська рада (рос. Ангасяковский сельский совет) — муніципальне утворення у складі Дюртюлинського району Башкортостану, Росія. Адміністративний центр — село Ангасяк.
Станом на 2002 рік сільрада називалась Ангасяцька, присілок Тарасовка перебував у складі Новобіктовської сільради.

## Населення
Населення — 1864 особи (2019, 2097 у 2010, 2197 у 2002).

## Склад
До складу поселення входять такі населені пункти:
| Населений пункт     | Населення, осіб (2002) | Населення, осіб (2010) |
| ------------------- | ---------------------- | ---------------------- |
| Ангасяк, село       | 1904                   | 1850                   |
| Віялочна, присілок  | 195                    | 189                    |
| Тарасовка, присілок | 87                     | 55                     |
| Уяди, присілок      | 11                     | 3                      |